# Châteauneuf-d’Oze
Châteauneuf-d’Oze – miejscowość i gmina we Francji, w regionie Prowansja-Alpy-Lazurowe Wybrzeże, w departamencie Alpy Wysokie.

## Demografia
Według danych na rok 1990 gminę zamieszkiwały 24 osoby, a gęstość zaludnienia wynosiła 0,91 osób/km². W styczniu 2015 r. Châteauneuf-d’Oze zamieszkiwało 25 osób, przy gęstości zaludnienia wynoszącej 0,95 osób/km².